# Mornico Losana
Mornico Losana (Murnigh in dialetto oltrepadano) è un comune italiano di 601 abitanti della provincia di Pavia in Lombardia. Si trova sulle colline dell'Oltrepò Pavese, nella valle del torrente Verzate; dal colle su cui si allunga il paese, sovrastato da un castello, si domina la sottostante Pianura Padana. La collina, sulla quale è situata Mornico Losana fa da divisorio tra la valle del torrente Verzate e la Val Sorda.

## Storia
Mornico è citato tra i luoghi che nel 1164 l'imperatore Federico I concesse alla città di Pavia, tutti luoghi fortificati e dotati di autonoma amministrazione (un precedente documento del 1001 - ASMi, MD, cart. 11, n. 4 - probabilmente falso ma coevo, cita la località Morenise, che però non è Mornico ma un luogo scomparso in comune di Voghera). Fu incluso dai Pavesi nella podesteria o squadra di Montalto, infeudata ai Belcredi, che ne costruirono o più probabilmente ricostruirono il castello, con funzioni di avamposto verso la pianura rispetto al castello principale di Montalto, da qui ben visibile. Il comune di Mornico seguì le sorti del feudo di Montalto nei successivi passaggi agli Strozzi, ai Taverna e al definitivo ritorno ai Belcredi, che nel XVIII secolo presero anche il titolo di Marchesi di Mornico.

### Simboli
Lo stemma e il gonfalone sono stati approvati dal consiglio comunale il 3 marzo 1950 e concessi con DPR del 30 maggio 1953.
Lo stemma è di rosso, al leone d'oro, coronato con corona all'antica di tre punte visibili dello stesso.
Il gonfalone è un drappo partito di rosso e di giallo.

## Monumenti e luoghi di interesse
- Castello di Mornico Losana
- Piscina Comunale di Mornico Losana
- Chiesa dei Santi Cosma e Damiano
- Panchina Gigante ("Big Bench") #198
- Campeggio per Amore del Vino

## Trasporto e Infrastruttura
Mornico Losana è collegata a Pietra de Giorgi e Torricella Verzate tramite la SP46. L'unico trasporto pubblico disponibile è dato dalla Linea 80 di Autoguidovie, con due fermate: in Piazza Libertà, nel cuore del comune, e a Losana; negli anni precedenti c'era anche una fermata alla frazione Casa Guarnone. Inoltre, tutte le strade del comune sono delimitate a zona 30.

## Società

### Evoluzione demografica
Abitanti censiti

## Amministrazione

### Comunità montane
Fa parte della fascia bassa della Comunità Montana Oltrepò Pavese.